# Mistrzostwa Europy w Lekkoatletyce 2014 – bieg na 200 m mężczyzn
Bieg na 200 metrów mężczyzn – jedna z konkurencji biegowych rozgrywanych podczas lekkoatletycznych mistrzostw Europy na Letzigrund Stadion w Zurychu.
Tytułu mistrzowskiego z poprzednich mistrzostw bronił Holender Churandy Martina.

## Terminarz
| Data        | Godzina |            |
| ----------- | ------- | ---------- |
| 14 sierpnia | 12:05   | Eliminacje |
| 14 sierpnia | 20:15   | Półfinały  |
| 15 sierpnia | 21:49   | Finał      |

## Rekordy
Tabela prezentuje rekord świata, rekord Europy, najlepsze osiągnięcie na Starym Kontynencie, a także najlepszy rezultat na świecie w sezonie 2014 przed rozpoczęciem mistrzostw.
|                          | Zawodnik               | Wynik | Miejsce   | Data                  |
| ------------------------ | ---------------------- | ----- | --------- | --------------------- |
| Rekord świata            | Usain Bolt             | 19,19 | Berlin    | 20 sierpnia 2009(dts) |
| Listy światowe           | Christophe Lemaitre    | 20,08 | Monako    | 18 lipca 2014(dts)    |
| Rekord mistrzostw Europy | Konstandinos Kienderis | 19,85 | Monachium | 9 sierpnia 2002(dts)  |
| Rekord Europy            | Pietro Mennea          | 19,72 | Meksyk    | 12 września 1979(dts) |

### Listy europejskie
Tabela przedstawia 10 najlepszych wyników uzyskanych w sezonie 2014 przez europejskich lekkoatletów przed rozpoczęciem mistrzostw.
| Poz. | Zawodnik            | Wynik | Data        | Miejsce          |
| ---- | ------------------- | ----- | ----------- | ---------------- |
| 1.   | Christophe Lemaitre | 20,08 | 18 lipca    | Monako           |
| 2.   | Daniel Talbot       | 20,36 | 9 czerwca   | Praga            |
| 3.   | Thomas Somers       | 20,37 | 24 lipca    | Eugene           |
| 4.   | Karol Zalewski      | 20,42 | 9 czerwca   | Praga            |
| 5.   | Jaysuma Saidy Ndure | 20,43 | 9 maja      | Doha             |
| 5.   | Alex-Platini Menga  | 20,43 | 10 maja     | Clermont         |
| 5.   | Ben Bassaw          | 20,43 | 23 lipca    | La Roche-sur-Yon |
| 8.   | James Ellington     | 20,44 | 26 kwietnia | Clermont         |
| 8.   | Julian Reus         | 20,44 | 9 czerwca   | Rehlingen        |
| 10.  | Robin Erewa         | 20,46 | 6 czerwca   | Mannheim         |

## Rezultaty

### Eliminacje
| Miejsce | Bieg | Tor | Zawodnik                   | Reprezentacja      | Czas  | Uwagi |
| ------- | ---- | --- | -------------------------- | ------------------ | ----- | ----- |
| 1.      | 4    | 6   | Adam Gemili                | Wielka Brytania    | 20,39 | Q     |
| 2.      | 2    | 4   | Christophe Lemaitre        | Francja            | 20,43 | Q     |
| 3.      | 1    | 5   | Serhij Smełyk              | Ukraina            | 20,49 | Q     |
| 4.      | 4    | 4   | Eseosa Desalu              | Włochy             | 20,55 | Q, PB |
| 4.      | 2    | 2   | James Ellington            | Wielka Brytania    | 20,55 | Q     |
| 6.      | 1    | 6   | Ramil Guliyev              | Turcja             | 20,59 | Q     |
| 7.      | 4    | 8   | Churandy Martina           | Holandia           | 20,60 | Q, SB |
| 8.      | 2    | 7   | Alex Wilson                | Szwajcaria         | 20,61 | Q, SB |
| 9.      | 3    | 6   | Daniel Talbot              | Wielka Brytania    | 20,63 | Q     |
| 10.     | 3    | 2   | Likurgos-Stefanos Tsakonas | Grecja             | 20,64 | Q     |
| 11.     | 3    | 8   | Diego Marani               | Włochy             | 20,65 | Q     |
| 12.     | 1    | 8   | Ben Bassaw                 | Francja            | 20,68 | Q     |
| 13.     | 4    | 1   | Alex-Platini Menga         | Niemcy             | 20,71 | q     |
| 14.     | 1    | 3   | Robin Erewa                | Niemcy             | 20,72 | q     |
| 15.     | 1    | 4   | Sergio Ruiz                | Hiszpania          | 20,73 | q, SB |
| 16.     | 3    | 4   | Karol Zalewski             | Polska             | 20,76 | q     |
| 17.     | 4    | 7   | Jaysuma Saidy Ndure        | Norwegia           | 20,78 |       |
| 18.     | 2    | 8   | Johan Wissman              | Szwecja            | 20,82 |       |
| 19.     | 1    | 7   | Enrico Demonte             | Włochy             | 20,90 |       |
| 20.     | 3    | 3   | Nil de Oliveira            | Szwecja            | 20,93 |       |
| 21.     | 4    | 5   | Jonathan Åstrand           | Finlandia          | 21,03 |       |
| 22.     | 3    | 5   | Kevin Moore                | Malta              | 21,03 | NR    |
| 23.     | 3    | 1   | Marek Niit                 | Estonia            | 21,04 |       |
| 24.     | 2    | 3   | İzzet Safer                | Turcja             | 21,06 |       |
| 25.     | 4    | 3   | Joel Burgunder             | Szwajcaria         | 21,24 |       |
| 26.     | 2    | 6   | David Lima                 | Portugalia         | 21,25 |       |
| 27.     | 3    | 7   | Jan Žumer                  | Słowenia           | 21,47 |       |
| 28.     | 1    | 1   | Petar Kremenski            | Bułgaria           | 21,75 |       |
| 29.     | 1    | 2   | Riste Pandew               | Macedonia Północna | 21,96 |       |
| 30.     | 4    | 2   | Mikel de Sa                | Andora             | 22,54 |       |
| 31.     | 2    | 5   | Fabian Haldner             | Liechtenstein      | 23,06 |       |
| 32 !    | 2    | 1   | Julian Reus                | Niemcy             | DNS   |       |

### Półfinały
| Miejsce | Bieg | Tor | Zawodnik                   | Reprezentacja   | Czas  | Uwagi |
| ------- | ---- | --- | -------------------------- | --------------- | ----- | ----- |
| 1.      | 2    | 6   | Adam Gemili                | Wielka Brytania | 20,23 | Q     |
| 2.      | 1    | 5   | Christophe Lemaitre        | Francja         | 20,26 | Q     |
| 3.      | 1    | 3   | Serhij Smełyk              | Ukraina         | 20,32 | Q, PB |
| 4.      | 1    | 7   | Diego Marani               | Włochy          | 20,36 | Q, PB |
| 5.      | 1    | 4   | Ramil Guliyev              | Turcja          | 20,38 | q, NR |
| 6.      | 2    | 7   | Churandy Martina           | Holandia        | 20,40 | Q, SB |
| 7.      | 2    | 5   | Likurgos-Stefanos Tsakonas | Grecja          | 20,40 | Q, PB |
| 8.      | 2    | 1   | Karol Zalewski             | Polska          | 20,52 | q     |
| 8.      | 1    | 6   | James Ellington            | Wielka Brytania | 20,52 |       |
| 10.     | 2    | 8   | Ben Bassaw                 | Francja         | 20,62 |       |
| 11.     | 2    | 3   | Daniel Talbot              | Wielka Brytania | 20,62 |       |
| 12.     | 2    | 4   | Eseosa Desalu              | Włochy          | 20,73 |       |
| 13.     | 1    | 8   | Alex Wilson                | Szwajcaria      | 20,76 |       |
| 14.     | 1    | 1   | Robin Erewa                | Niemcy          | 20,82 |       |
| 15.     | 1    | 2   | Sergio Ruiz                | Hiszpania       | 20,85 |       |
| 16.     | 2    | 2   | Alex-Platini Menga         | Niemcy          | 20,89 |       |

### Finał
| Miejsce | Tor | Zawodnik                   | Reprezentacja   | Czas  | Uwagi |
| ------- | --- | -------------------------- | --------------- | ----- | ----- |
| 1 !     | 4   | Adam Gemili                | Wielka Brytania | 19,98 | EL    |
| 2 !     | 3   | Christophe Lemaitre        | Francja         | 20,15 |       |
| 3 !     | 6   | Serhij Smełyk              | Ukraina         | 20,30 | PB    |
| 4.      | 5   | Churandy Martina           | Holandia        | 20,37 | SB    |
| 5.      | 7   | Diego Marani               | Włochy          | 20,43 |       |
| 6.      | 1   | Ramil Guliyev              | Turcja          | 20,48 |       |
| 7.      | 8   | Likurgos-Stefanos Tsakonas | Grecja          | 20,53 |       |
| 8.      | 2   | Karol Zalewski             | Polska          | 20,58 |       |